# 埃曼努埃爾·薩爾姆-薩爾姆
埃曼努埃尔·阿尔弗雷德·利奥波德·弗朗茨（德語：Emanuel Alfred Leopold Franz；1871年11月30日—1916年8月19日），出生于明斯特，是萨尔姆-萨尔姆亲王阿尔弗莱德与妻子Lützow女伯爵罗莎的长子。
1902年5月10日，埃曼努埃尔在维也纳与奥地利女大公瑪麗亞·克里斯蒂娜结婚。她是泰申公爵腓特烈大公的女兒，屬於哈布斯堡-洛林王朝的旁系成員。婚后有二子三女：
- 伊莎貝爾（德语：Isabelle Gräfin von Loë）（1903年2月13日－2009年1月10日）；
- 羅絲瑪麗（英语：Princess Rosemary of Salm-Salm）（1904年4月13日－2001年5月3日），嫁給胡貝特·薩爾瓦多大公（Hubert Salvator，法蘭茲·薩爾瓦多的兒子）；
- 尼庫勞斯·利奧波德（1906年2月14日－1988年1月15日），1916年繼承埃曼努埃爾為薩爾姆-薩爾姆家族首領；
- 塞西莉亞（1911年3月8日－1991年3月11日）；
- 法蘭茲（1912年9月18日－1917年8月27日），五歲時夭折。